# Kardynałowie amerykańscy
Aktualnie zawiera spis wszystkich kardynałów ze Stanów Zjednoczonych.

## Indeks
A B C Ć D E F G H I J K L Ł M N O P R S Ś T U V W Z Ż Ž

## A
(wróć do indeksu)

## B

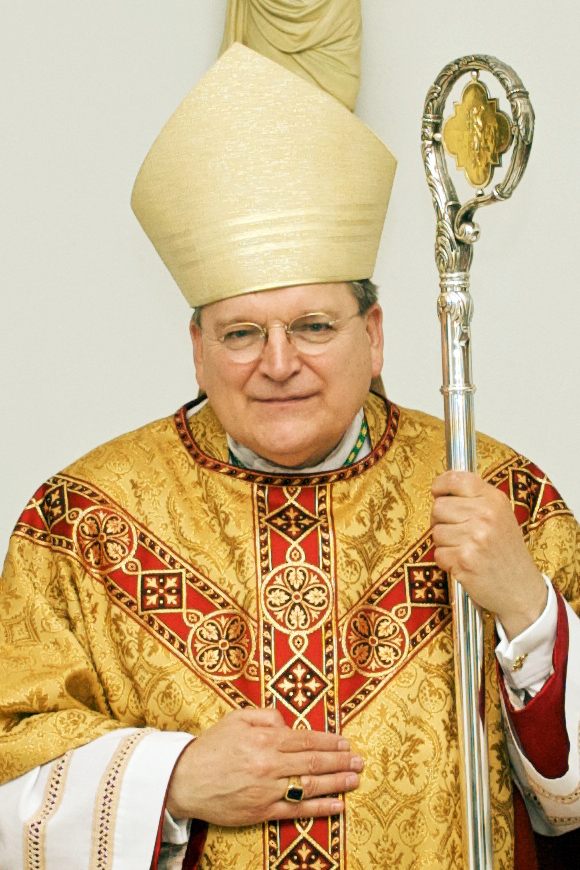
Raymond Leo Burke

- Baum, William Wakefield (21 listopada 1926 – 23 lipca 2015) – nominowany przez Pawła VI 24 maja 1976
- Bernardin, Joseph (2 kwietnia 1928 – 14 listopada 1996) – nominowany przez Jana Pawła II 2 lutego 1983
- Bevilacqua, Anthony (17 czerwca 1923 – 31 stycznia 2012) – nominowany przez Jana Pawła II 28 czerwca 1991
- Brennan, Francis (7 maja 1894 – 2 lipca 1968) – nominowany przez Pawła VI 26 czerwca 1967
- Burke, Raymond Leo (ur. 30 czerwca 1948) – nominowany przez Benedykta XVI 20 listopada 2010

   (wróć do indeksu)

## C
- Carberry, John (31 lipca 1904 – 17 czerwca 1998) – nominowany przez Pawła VI 28 kwietnia 1969
- Cody, John (24 grudnia 1907 – 25 kwietnia 1982) – nominowany przez Pawła VI 26 czerwca 1967
- Cooke, Terence (1 marca 1921 – 6 października 1983) – nominowany przez Pawła VI 28 kwietnia 1969
- Cupich, Blase (ur. 19 marca 1949) – nominowany przez Franciszka 19 listopada 2016
- Cushing, Richard (24 sierpnia 1895 – 2 listopada 1970) – nominowany przez Jana XXIII 15 grudnia 1958

   (wróć do indeksu)

## D
- Dearden, John Francis (15 października 1907 – 1 sierpnia 1988) – nominowany przez Pawła VI 28 kwietnia 1969
- DiNardo, Daniel (ur. 23 maja 1949) – nominowany przez Benedykta XVI 24 listopada 2007
- Dolan, Timothy (ur. 6 lutego 1950) – nominowany przez Benedykta XVI 18 lutego 2012
- Dougherty, Denis (16 sierpnia 1865 – 31 maja 1951) – nominowany przez Benedykta XV 7 marca 1921
- Dulles, Avery (24 sierpnia 1918 – 12 grudnia 2008) – nominowany przez Jana Pawła II 21 lutego 2001

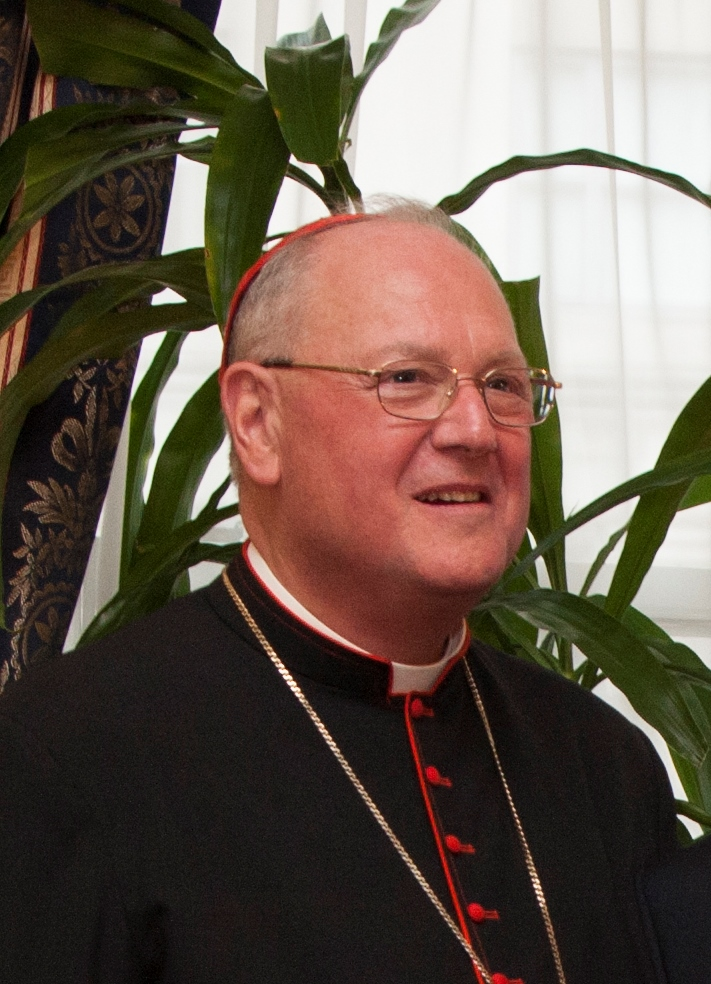
Timothy Dolan

   (wróć do indeksu)

## E
- Egan, Edward (2 kwietnia 1932 – 5 marca 2015) – nominowany przez Jana Pawła II 21 lutego 2001

   (wróć do indeksu)

## F
- Farley, John Murphy (20 kwietnia 1842 – 17 września 1918) – nominowany przez Piusa X 27 listopada 1911
- Farrell, Kevin (ur. 2 września 1947) – nominowany przez Franciszka 19 listopada 2016
- Foley, John Patrick (11 listopada 1935 – 11 grudnia 2011) – nominowany przez Benedykta XVI 24 listopada 2007

   (wróć do indeksu)

## G

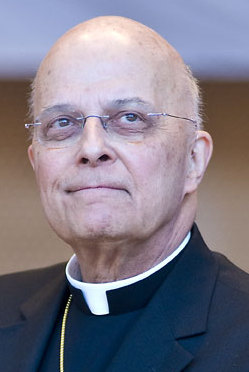
Francis George

- George, Francis (16 stycznia 1937 – 17 kwietnia 2015) – nominowany przez Jana Pawła II 21 lutego 1998
- Gibbons, James (23 lipca 1834 – 24 marca 1921) – nominowany przez Leona XIII 7 czerwca 1886
- Glennon, John (14 czerwca 1862 – 9 marca 1946) – nominowany przez Piusa XII 18 lutego 1946
- Gregory, Wilton (ur. 7 grudnia 1947) – nominowany przez Franciszka 28 listopada 2020

   (wróć do indeksu)

## H
- Harvey, James Michael (ur. 20 października 1949) – nominowany przez Benedykta XVI 24 listopada 2012
- Hayes, Patrick Joseph (20 listopada 1867 – 4 września 1939) – nominowany przez Piusa XI 24 marca 1924
- Hickey, James (11 października 1920 – 24 października 2004) – nominowany przez Jana Pawła II 28 czerwca 1988

   (wróć do indeksu)

## I
(wróć do indeksu)

## J
(wróć do indeksu)

## K
- Keeler, William (4 marca 1931 – 23 marca 2017) – nominowany przez Jana Pawła II 26 listopada 1994
- Krol, John (26 października 1910 – 3 marca 1996) – nominowany przez Pawła VI 26 czerwca 1967

   (wróć do indeksu)

## L
- Law, Bernard (4 listopada 1931 – 20 grudnia 2017) – nominowany przez Jana Pawła II 25 maja 1985
- Levada, William (ur. 15 czerwca 1936) – nominowany przez Benedykta XVI 24 marca 2006

   (wróć do indeksu)

## M

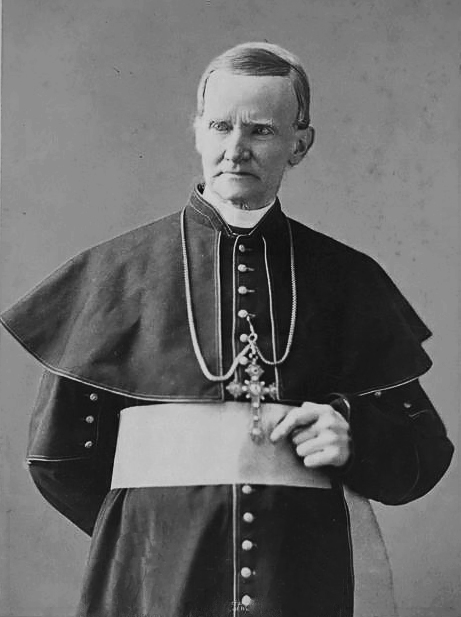
John McCloskey

- Mahony, Roger (ur. 27 lutego 1936) – nominowany przez Jana Pawła II 28 czerwca 1991
- Maida, Adam (ur. 18 marca 1930) – nominowany przez Jana Pawła II 26 listopada 1994
- Manning, Timothy (15 listopada 1909 – 23 czerwca 1989) – nominowany przez Pawła VI 5 marca 1973
- McCarrick, Theodore (ur. 7 lipca 1930) – nominowany przez Jana Pawła II 21 lutego 2001
- McCloskey, John (10 marca 1810 – 10 października 1885) – nominowany przez Piusa IX 15 marca 1875
- McElroy, Robert (ur. 5 lutego 1954) – kreowany przez Franciszka 27 sierpnia 2022
- McIntyre, James (25 czerwca 1886 – 16 lipca 1979) – nominowany przez Piusa XII 12 stycznia 1953
- Medeiros, Humberto Sousa (6 października 1915 – 17 września 1983) – nominowany przez Pawła VI 5 marca 1973
- Meyer, Albert (9 marca 1903 – 9 kwietnia 1965) – nominowany przez Jana XXIII 14 grudnia 1959
- Mooney, Edward (9 maja 1882 – 25 października 1958) – nominowany przez Piusa XII 18 lutego 1946
- Muench, Aloisius (18 lutego 1889 – 15 lutego 1962) – nominowany przez Jana XXIII 14 grudnia 1959
- Mundelein, George (2 lipca 1872 – 2 października 1939) – nominowany przez Piusa XI 24 marca 1924

   (wróć do indeksu)

## N
(wróć do indeksu)

## O
- O’Boyle, Patrick (18 lipca 1896 – 10 sierpnia 1987) – nominowany przez Pawła VI 26 czerwca 1967
- O’Brien, Edwin (ur. 8 kwietnia 1939) – nominowany przez Benedykta XVI 18 lutego 2012
- O’Connell, William (8 grudnia 1859 – 22 kwietnia 1944) – nominowany przez Piusa X 27 listopada 1911
- O’Connor, John Joseph (15 stycznia 1920 – 3 maja 2000) – nominowany przez Jana Pawła II 25 maja 1985
- O’Hara, John Francis (1 maja 1888 – 28 sierpnia 1960) – nominowany przez Jana XXIII 15 grudnia 1958
- O’Malley, Seán (ur. 29 czerwca 1944) – nominowany przez Benedykta XVI 24 marca 2006

   (wróć do indeksu)

## P
- Prevost, Robert OSA (ur. 14 września 1955) – kreowany przez Franciszka 30 września 2023

   (wróć do indeksu)

## R
- Rigali, Justin Francis (ur. 19 kwietnia 1935) – nominowany przez Jana Pawła II 21 października 2003
- Ritter, Joseph (20 lipca 1892 – 10 czerwca 1967) – nominowany przez Jana XXIII 16 stycznia 1961

   (wróć do indeksu)

## S

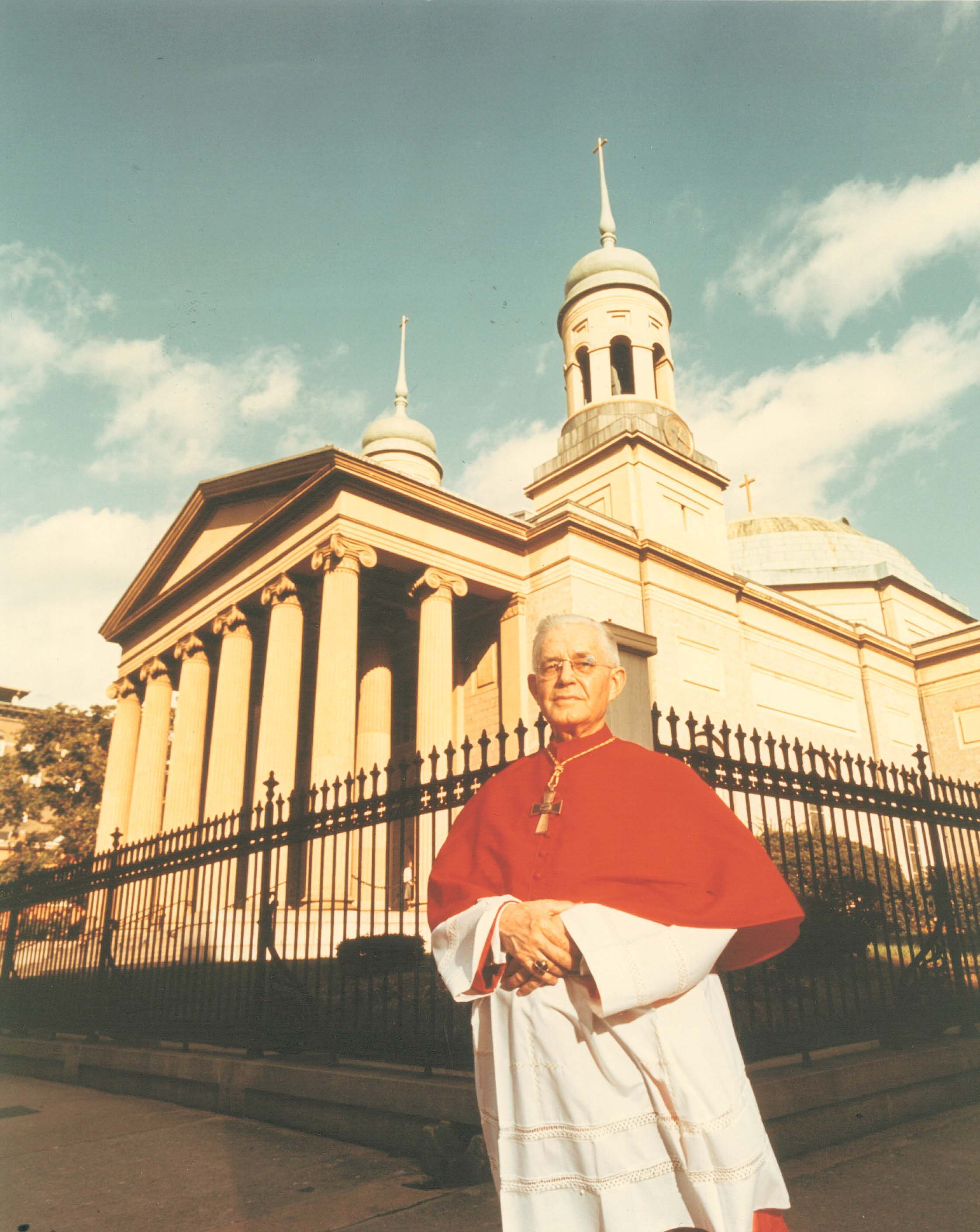
Lawrence Shehan

- Shehan, Lawrence (18 marca 1898 – 26 sierpnia 1984) – nominowany przez Pawła VI 22 lutego 1965
- Spellman, Francis (4 maja 1889 – 2 grudnia 1967) – nominowany przez Piusa XII 18 lutego 1946
- Stafford, James (ur. 26 lipca 1932) – nominowany przez Jana Pawła II 21 lutego 1998
- Stritch, Samuel (17 sierpnia 1887 – 27 maja 1958) – nominowany przez Piusa XII 18 lutego 1946
- Szoka, Edmund (14 września 1927 – 20 sierpnia 2014) – nominowany przez Jana Pawła II 28 czerwca 1988

   (wróć do indeksu)

## T
- Tobin, Joseph (ur. 3 maja 1952) – nominowany przez Franciszka 19 listopada 2016

   (wróć do indeksu)

## U
(wróć do indeksu)

## V
(wróć do indeksu)

## W
- Wright, John Joseph (18 lipca 1909 – 10 sierpnia 1979) – nominowany przez Pawła VI 28 kwietnia 1969
- Wuerl, Donald (ur. 12 listopada 1940) – nominowany przez Benedykta XVI 20 listopada 2010

   (wróć do indeksu)

## Z
(wróć do indeksu)